# Williamson (Arizona)
Williamson – jednostka osadnicza w Stanach Zjednoczonych, w stanie Arizona, w hrabstwie Yavapai.